# Ajisai
Pour les articles homonymes, voir EGP.

Animation de la trajectoire du satellite Ajisai.

Ajisai ou Experimental Geodetic Satellite (EGS) est un satellite scientifique japonais développé par l'agence spatiale NASDA et lancé le 12 août 1986 à 20 h 45 TU depuis la base de lancement de Tanegashima dans le cadre du premier vol du lanceur H-I. Les données fournies par ce satellite de géodésie passif permettent de mettre à jour les cartes marines des eaux japonaises et d'affiner la position des îlots relevant du territoire du pays. Parmi les autres contributions de ce satellite figurent la mesure de la vitesse de déplacement des plaques tectoniques sur 25 ans et sa contribution à la construction du référentiel terrestre ITRS.
Le satellite Ajisai est une sphère creuse de 215 cm de diamètre et pesant 685 kg recouverte de 318 miroirs et de 1 486 prismes chargés de réfléchir les impulsions laser émises depuis des stations au sol. Le satellite est placé sur une orbite circulaire de 1 500 km (inclinaison de 50°) parcourue en 116 minutes et stabilisé par rotation. Il est toujours opérationnel en 2019.